# Ministr zahraničních věcí Spojených států amerických
Ministr zahraničních věcí Spojených států amerických (anglicky: United States Secretary of State) je člen americké vlády stojící v čele Ministerstva zahraničních věcí USA. Jako jeden z nejvýše postavených členů kabinetu je čtvrtý v pořadí na nástupnictví do úřadu prezidenta a první v rámci ministerských úřadů. 
První ženou v úřadu byla mezi lety 1997–2001 Madeleine Albrightová, která funkci zastávala během druhého mandátu prezidenta Billa Clintona. 

## Název funkce
Doslovný překlad anglického Secretary of State je "státní tajemník", nicméně v evropském kontextu se toto označení používá spíše pro nepolitické úředníky. Politici ve vládní funkci svou působností odpovídající této, se běžně nazývají ministři, proto se zpravidla překládá jako ministr zahraničí nebo ministr zahraničních věcí.

## Povinnosti a zodpovědnost
Povinnosti ministra zahraničí zahrnují:
- Organizuje a je hlavou Ministerstva zahraničních věcí
- Radí prezidentovi ohledně záležitostí týkajících se zahraniční politiky Spojených států, včetně jmenování diplomatických reprezentantů v ostatních zemích, nebo naopak přijetí nebo zamítnutí diplomatických reprezentantů z jiných zemí
- Účastní se nejdůležitějších vyjednávání s ostatními zeměmi, buď bilaterálně nebo jako část mezinárodní konference nebo organizace, nebo jmenuje nějakého jiného zástupce. Toto zahrnuje také vyjednávání mezinárodních smluv a dalších dohod
- Je zodpovědný za veškeré řízení, koordinaci a dohled nad veškerými mezinárodními aktivitami Spojených států
- Poskytuje informace a služby občanům Spojených států žijících nebo cestujících do zahraničí včetně poskytování pověřovacích listin ve formě pasů a víz.
- Dohlíží na imigrační politiku Spojených států v zahraničí
- Zprostředkování problému týkajících se zahraniční politiky Spojených států Kongresu a občanům.

Původní povinnosti:
- Příjem, publikace, distribuce a uchování zákonů Spojených států
- Příprava, zapečetění a zaprotokolování záznamů o jmenovaní prezidentských kandidátů
- Příprava a autentifikace kopií záznamů a autentifikace záznamů pod záštitou ministerského znaku
- Správa Státního znaku Spojených států amerických
- Správa záznamů minulých tajemníků kontinentálního kongresu, s výjimkou ministerstva financí a války

Většina těchto původních povinností je v současné době přesunuta jiným agenturám. Ty, které zůstaly dodnes, jsou správa státního znaku, protokolace záležitostí Bílého domu a návrhy určitých prezidentských proklamací. Ministr také vede vyjednávání o vydání osob jiným státům. Federální zákon (3 U.S.C. § 20) stanovil, že v případě prezidentovy rezignace je adresátem rezignačního dopisu ministr zahraničních věcí. Tento akt se uskutečnil jedinkrát, když prezident Richard Nixon 9. srpna 1974 rezignoval prostřednictvím dopisu zaslaného ministru zahraničí Henry Kissingerovi.